# Ліпсько (Підкарпатське воєводство)
Ліпсько (пол. Lipsko) — село в Польщі, у гміні Наріль Любачівського повіту Підкарпатського воєводства.
Населення — 436 осіб (2011).
У 1975-1998 роках село належало до Перемишльського воєводства.

## Демографія
Демографічна структура станом на 31 березня 2011 року:
|          | Загалом | Допрацездатний вік | Працездатний вік | Постпрацездатний вік |
| -------- | ------- | ------------------ | ---------------- | -------------------- |
| Чоловіки | 215     | 42                 | 147              | 26                   |
| Жінки    | 221     | 35                 | 125              | 61                   |
| Разом    | 436     | 77                 | 272              | 87                   |